# Cho Min-gyu
Cho Min-gyu (8 augustus 1988) is een golfprofessional uit Zuid-Korea. 
Cho speelt op de Japan Golf Tour en heeft daar in 2011 het Kansai Open gewonnen. Daarna stond hij in de top-200 van de wereldranglijst.

## Gewonnen
Japan Golf Tour:
- 2011: Kansai Open Golf Championship